# Gheorghe Pintilie

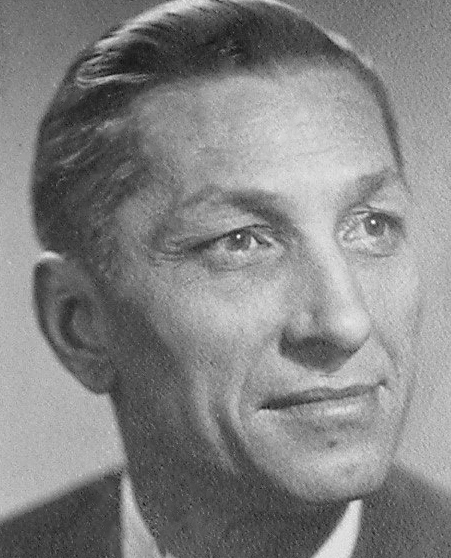
Gheorghe Pintilie (um 1950)

Unterschrift

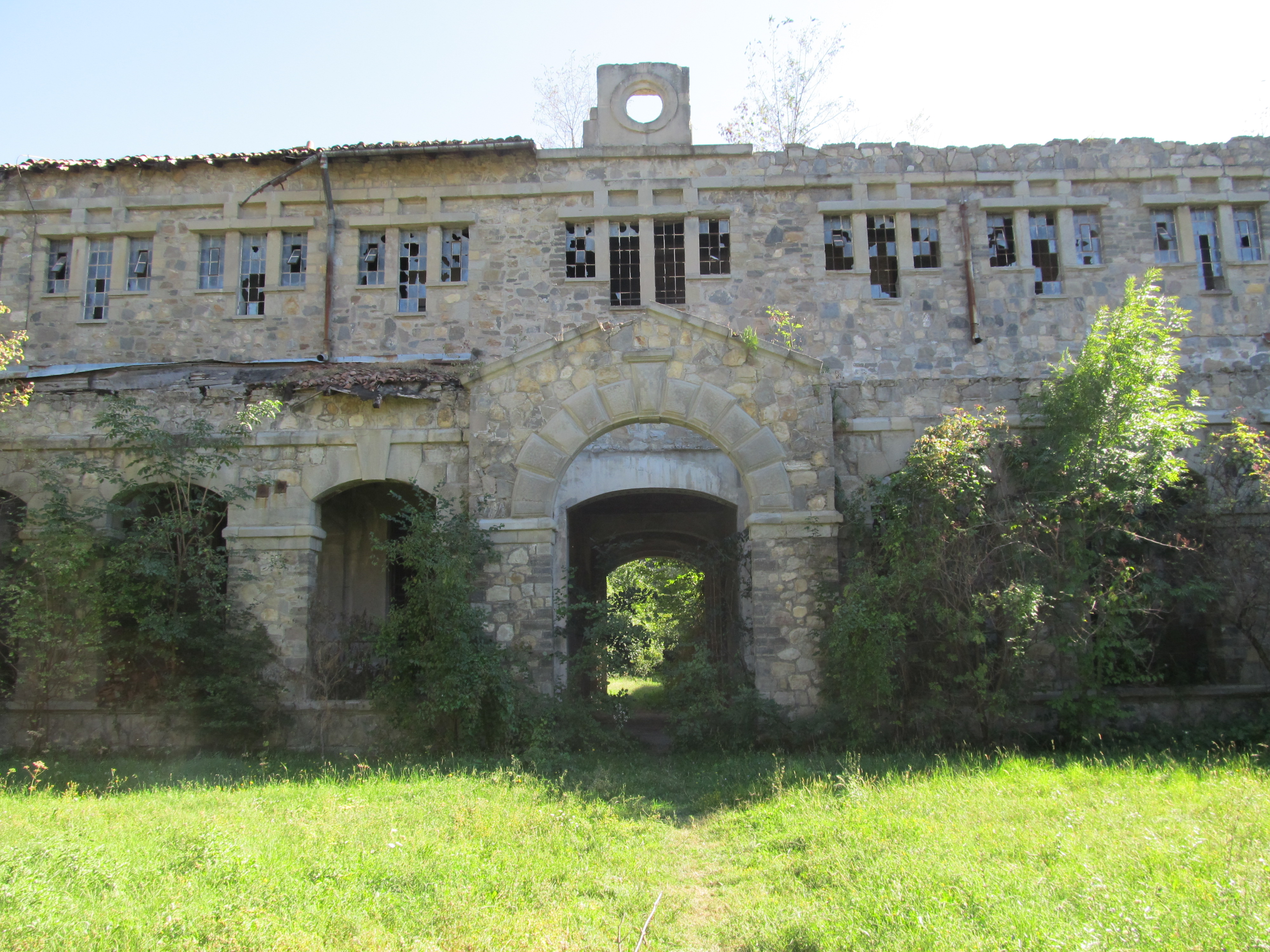
Aufgrund seiner politischen Aktivitäten war Gheorghe Pintilie im Gefängnis Doftana inhaftiert.

Gheorghe Pintilie (Geburtsname: Pantelei Timofei Bondarenko, ukrainisch Пантелей Тимофій Боднаренко, Aliasname: Patiușa; * 9. November 1902 in Tiraspol, Russisches Kaiserreich; † 11. August 1985 in Bukarest) war ein Politiker der Rumänischen Kommunistischen Partei PCR (Partidul Comunist Român) und Generalleutnant der Securitate, der 1946 den ehemaligen Generalsekretär der Kommunistischen Partei Ștefan Foriș und dessen Mutter ermordet hatte. Als Vize-Innenminister von 1949 bis 1963 gab er am 17. Februar 1951 den Befehl zur Internierung des Apostolischen Administrator des Erzbistums Bukarest und Titularbischofs von Ceramussa, Joseph Schubert, einem der Geheimbischöfe der Römisch-katholischen Kirche in Rumänien. Er war ferner einer der Hauptverantwortlichen des Pitești-Experiment, eine von Teilen des Geheimdienstes Securitate initiierte Umerziehungsmaßnahme in den Jahren 1949 bis 1952, bei der versucht wurde, politische Gefangene zu kommunistisch orientierten Personen umzuformen.

## Leben
Der als Panteleimon Bondarenko Geborene, der zur ukrainischen Minderheit in Rumänien gehörte, begann nach dem Schulbesuch 1915 eine Berufsausbildung in einer Schlosserei in Odessa und war nach deren Abschluss dort noch bis 1928 beschäftigt. 1928 überquerte er mit den falschen Passpapieren als Gheorghe Pintilie den Dnister und hatte unter dem Aliasnamen „Patiușa“ von 1928 bis 1937 den Auftrag, den Geheimdienstschutz der Kommunistischen Partei PCdR (Partidul Comunist din România) sicherzustellen, feindliche Informanten aufzuspüren und von den Kommunisten zu entfernen. Nach seiner Enttarnung 1937 wurde er festgenommen und befand sich daraufhin bis 1944 in Haft in den Gefängnissen Doftana, Văcărești und Caransebeș. Im Gefängnis Doftana waren auch andere führende Politiker und kommunistische Aktivisten wie Gheorghe Apostol, Nicolae Ceaușescu, Gheorghe Gheorghiu-Dej, Emil Bodnăraș, Ștefan Foriș, Alexandru Moghioroș, Simion Bughici, Grigore Preoteasa und Chivu Stoica inhaftiert. 1946 ermordete er den ehemaligen Generalsekretär der Kommunistischen Partei Ștefan Foriș und dessen 70-jährige Mutter.
Nach der Gründung der Volksrepublik Rumänien wurde Pintilie auf einem ZK-Plenum am 11. Juni 1948 Mitglied des Zentralkomitees (ZK) der PMR und gehörte diesem Gremium bis zum 28. Dezember 1955 an. Er war neben Emil Bodnăraș die zweite aus der Ukraine stammende Führungspersönlichkeit der ersten Generation nach dem Zweiten Weltkrieg. 1948 wurde er außerdem Mitglied der Großen Nationalversammlung (Marea Adunare Națională) und vertrat dort bis 1952 den Wahlkreis Ialomița. Am 15. August 1948 wurde er zum Generalleutnant (General-locotenent) der Securitate befördert und übernahm daraufhin am 30. August 1948 den Posten als Leiter der damaligen Generaldirektion für Volkssicherheit DGSP (Direcția Generală a Securității Poporului), der späteren Abteilung für Staatssicherheit (Departamentul Securității Statului), den er bis zu seinem Eintritt in den Ruhestand 1963 bekleidete. Er war zugleich vom 15. September 1949 bis zum 18. März 1956 zunächst Vize-Minister des Innern sowie daraufhin zwischen dem 18. März 1956 und 1963 Erster Vize-Minister des Innern.
Als Leiter der Securitate und Vize-Innenminister gab Gheorghe Pintilie am 17. Februar 1951 den Befehl zur Internierung des Apostolischen Administrator des Erzbistums Bukarest und Titularbischofs von Ceramussa Joseph Schubert, einer der Geheimbischöfe der Römisch-katholischen Kirche in Rumänien. Schubert wurde in einem Schauprozess mit weiteren hochrangigen Klerikern zu lebenslanger Haft verurteilt.
Pintilie war ferner einer der Hauptverantwortlichen des Pitești-Experiment war, eine von Teilen des Geheimdienstes Securitate initiierte Umerziehungsmaßnahme in den Jahren 1949 bis 1952, bei der versucht wurde, politische Gefangene zu kommunistisch orientierten Personen umzuformen. Mittel dieses Experimentes waren Folter und Erniedrigung mit dem Zweck, die Persönlichkeit der Gefangenen zu zerstören. Die dazu dienenden Maßnahmen wurden vorwiegend von Mithäftlingen ausgeübt bzw. mussten von ihnen ausgeübt werden. Betroffen waren zunächst ausschließlich Studenten, später auch andere Häftlinge. Das letztendliche Ziel war es, einen „neuen Menschen“ zu schaffen, der entweder ein überzeugter Anhänger der kommunistischen Idee oder zumindest ein willenloses Werkzeug der Kommunistischen Partei sein sollte. Die auf unterer Ebene verantwortlichen Gefängnis- und Geheimdienst-Offiziere wurden 1953 verhaftet, im Prozess von 1954 zunächst nicht angeklagt, lediglich ihr „krimineller Mangel an Aufmerksamkeit und Sorge“ erwähnt. Am 16. April 1957 verurteilte ein Militärtribunal des Innenministeriums eine Reihe von Amtsträgern im Zusammenhang mit dem Pitești-Experiment zu mehrjähriger Zwangsarbeit. Die Schuld der höheren Geheimdienstoffiziere wie die des Securitate-Chefs Gheorghe Pintilie oder des mutmaßlich Hauptverantwortlichen Alexandru Nicolschi wurde juristisch nie geprüft.
Gheorghe Pintilie wurde mehrfach ausgezeichnet und erhielt unter anderem 1949 den Orden der Arbeit Erster Klasse (Ordinul Muncii), 1956 die Medaille der Arbeit (Medalia Muncii), 1959 den Orden 23. August Dritter Klasse (Ordinul 23. August) sowie 1971 den Orden Tudor Vladimirescu Zweiter Klasse (Ordinul Tudor Vladimirescu).